# Nova Barselona
Nova Barselona (German: Neue Stadt Barcellona, Spanish: Nueva Barcelona ) je ime kratkotrajnog naselja u Bečkereku osnovanog za potrebe španskih kolonista u osamnaestom veku. U periodu od 1735. do 1738. godine naseljavanje ovog područja odvijalo se u tri talasa, ali zbog nemogućnosti prilagođavanja tamošnjim uslovima i još nizom faktora, kolonija vremenom propada.

## Istorija
U oktobru 1716. godine, nakon odlučujuće bitke na Petrovaradinu, Habzburzi osvajaju otomanski grad (Veliki) Bečkerek, današnji Zrenjanin u Vojvodini. Ugovorom iz Požarevca 21. jula 1718.godine, Otomansko carstvo je moralo da preda Banat austrijskom nadvojvodi. Da bi se ova oblasti ekonomski i privredno razvila, osnovana je Imperial Privileged Oriental Company čija je namera bila da se podstakne trgovina sa Otomanskim carstvom preko Dunava i luka na Jadranskom moru, a područje bi bilo naseljeno izbeglicama i doseljenicima.
Dinastija Habzburg je vladala Španijom nepunih 200 godina i bila je podeljena na dve grane; Austrijsku i Špansku. Početkom 18. veka španska loza izumire po muškoj liniji, te izbija rat za špansko nasleđe nakon kog Habzburzi gube vlast u ovoj pirinejskoj zemlji. Deo njihovih pristalica beži na Istok, u oblasti Napulja i Sicilije gde je živela austrijska loza Habzburga, ali 1735. godine, španski kralj Filip V napada i ove oblasti i osvaja ih. Izbeglice se u manjim grupama sele na Istok u Beč i Peštu. Nezadovoljstvo tamošnjih vlasti njihovim ponašanjem i stavom izaziva odluku Bečkog dvora krajem 1735. godine da se ove pridošlice presele u Banat, koji je ranije tog veka bio osvojen od Turaka.

## Talasi doseljavanja

#### I Talas
Dvorska Komora u Beču od 14. novembra 1735. odlučuje da Špance preseli u Pančevo i tamo privoli na rad. Naređeno je da svaki muškarac dobije 5, svaka žena 2, i svako dete po jednu forintu. Temišvarska Zemaljska administracija je dobila zadatak da svakom građaninu nađe pristojan posao kako bi novac isplaćen za doseljenje mogao biti vraćen. Katalonci, koje je lokalno stanovništvo nazvalo Spaniards, su bili dužni da se bave poslovima koje su znali, poput poljoprivrede i stočarstva, a decu je trebalo školovati i naučiti istim poslovima i zanatima. Dodeljena im je godišnja pomoć od 2.586 forinti i svi njihovi dugovi su bili poništeni. Transport Španaca i njihovo preseljenje povereno je komesaru Jozefu Huberu (Josef Huber), kom je data dnevnica od tri forinte.
Prva grupa naseljenika je stigla u jesen 1735. godine i sastojala se od 74 porodice, uglavnom španske, ali među njima se nalazilo i nekoliko italijanskih. Dominantnu grupu su činili Katalonci, praćeni narodom sa drugih teritorija Aragonske krune. Samo 10 do 15% je došlo iz Sicilije i Napulja. Među izbeglicama su se našle i neke značajnije ličnosti poput Nebot braće i Toleda di Kalkonji sa svoje petoro dece. Vođa ove grupe je bio otac Reda svetog Trojstva Hoze Munjoz (Jose Muñoz) iz Madrida koji je takođe dobio mesečnu isplatu od 12 forinti i 30 krajcera. 
Komesar Jozef Huber nije bio zadovoljan ovim narodom. U svojim izveštajima iz tog perioda on navodi kako većina doseljenika nema nikakvo zanimanje i da ništa ne razumeju, kao i to da su jedan sitničarski narod koji je u Beču živeo samo od prosjačenja. O ženama je Huber primetio da se uglavnom razumeju u pletenje, tkanje i kućne poslove, ali i da su sklone alkoholizmu i da čak mogu popiti više od muškaraca.

#### II Talas (1736)
Drugi talas naseljavanja počinje u proleće naredne godine pod vođstvom Klaudijusa Kloda Lefor di Plezi. 
Putovanje se odvijalo plovidbom brodovima preko Dunava, bez ometanja ugarskih vlasti koje su po kraljevskoj zapovesti puštali Špance da slobodno putuju ka svom budućem domu. Klod Lefor je za ovo putovanje stanovništva dobio 157 forinti i 25 krajcera kako bi mogao da isplati sve troškove prevoza.
Ekspedicija je stigla u Pančevo i odatle su naseljenici bili poslati u okolne oblasti: Temišvar, Vršac, Stari Majur.. 
Grupa koja je naselila Temišvar je sadržala veliki broj ljudi, puno duhovnika i sveštenika, ali i vojnih lica ( sa titulama ‘kapetan’, ‘vitez’, ‘vojnik’ i sl. ).
Vršac su u proleće 1736. naselile španske porodice čiji su članovi uglavnom bili penzionisani, ali i zanatlije i činovnici.

#### III Talas (1736/1737)
Poslednja grupa Španaca stiže u Banat u julu 1736. godine. Tokom leta, stanovništvo je razmeštano bez pravila i reda po distriktima, i krajem Avgusta, odlučuje se da se svi Španci nasele na isto područje. Viši beležnik Hagen izveštava predsednika Zemaljske administracije grofa Hamiltona o ovom premeštanju stanovništva, i istovremeno mu javlja da je našao savršeno mesto za gradnju novog grada u kom bi Španci mogli živeti. Izabrano mesto se nalazilo južno od Bečkereka, preko mosta na Begeju i planirano je da to bude španska opština sa statusom grada. Nakon sporazuma sa predstavnikom Španaca, Hagen poverava inženjeru-kapetanu Kajzeru da izradi plan grada koji se odmah preko Zemaljske administracije šalje u Beč, Dvorskoj komori. Plan je odobren nakon dužeg čekanja krajem februara 1737. godine. Po planu gradnje je tačno određeno koliko će kuća sadržati grad, koliko prostorija će imati, koliko će biti udaljene jedne od drugih i koliku površinu svaka treba da pokriva. Plan je takođe sadržao polja, bašte, vinograde i livade. Nacrt je odmah po završetku poslat u Beč. Potreban građevinski materijal je donet iz Austrije. Bravarski radovi su povereni Vrščanima koji su deo svog posla završavali u Vršcu, jer u Bečkereku u to vreme još nije bilo prilkladnih radionica za tako nešto. Kako bi se i stanovništvo priključilo radovima, naloženo je da se zaposle i zanatlije i radnici čije se snabdevanje životnim namirnicama dešavalo tokom nedeljnih vašara koji su bili organizovani, sa početkom od 18. maja 1737.godine, a određen deo je stizao iz Temišvara.

## Propast kolonije
Izgradnja grada ipak nije uspela da doživi svoj procvat i nekoliko faktora je uticalo na to. 
U jesen 1737. godine izbija Austro-Turski rat čija blizina ovom području opasno preti stanovnicima i njihovim radovima. Teško prilagođavanje klimatskim uslovima u močvarnom Banatu takođe nije imalo pozitivan uticaj. Zdravlje je bilo ugroženo konstantnim bolestima stanovnika i njihovim pokušavanjem da se priviknu na predeo i njegove odlike. Veliki broj stanovnika je bio star i umoran, to su bili penzionisani vojnici i članovi administracije, a za godinu dana, kako pišu ondašnje matične knjige, bilo je svega dvoje rođenih, a 65 umrlih. Nakon dolaska kuge u ovo područje, veliki broj izbeglica napušta Banat i vraćaju se u Budim po dozvoli Temišvarske administracije. U njihove kuće se krajem 1737.godine useljavaju nemačke porodice koje su emigrirale iz severnih delova Srbije zbog dugotrajnog Austro-Turskog rata. 
“Doseljavani su u Pančevo, Temišvar, Vršac. Onda su u jednom trenutku vlasti u Temišvaru odlučile da u tadašnjem Bečkereku osnuju posebno naselje pod nazivom Nova Barselona. Bile su sagrađene i kuće, ali ti ljudi se nisu uselili u njih, jer nisu mogli da se adaptiraju na ovdašnje uslove i klimu. Pomrli su od kuge koja je u to vreme harala, a izbio je u međuvremenu i austro-turski rat”, rekao je svojevremeno za RTV Filip Krčmar.

## Špansko nasleđe u Banatu
U pojedinim istorijatima Velikog Bečkereka-Zrenjanina, spominje se podatak da su naseljenici učestvovali u raskopavanju temelja bečkerečke tvrđave od čijih je ostataka kasnije podignut žitni magacin, koji je 100 godina kasnije preuređen u velikobečkerečko pozorište. Smatra se da su španski doseljenici dali veliki doprinos uzgoju svilene bube i unapređenju poljoprivrede, ali takve tvrdnje odudaraju od pisanih izvora koji govore kako su oni bili nedisciplinovani, lenji i bez volje i želje za radom.

## Spoljašnje veze
- https://web.archive.org/web/20190421152122/https://patriot.rs/zrenjanin-se-prvo-zvao-nova-barselona-i-u-njemu-su-ziveli-spanci/
- https://en.wikipedia.org/wiki/Nova_Barcelona
- https://o2tv.rs/video/vesti.php?yyyy=2017&mm=11&dd=11&nav_id=1324310.org%5B%5D